# Extinción (astronomía)
La extinción es un término utilizado en astronomía para describir la absorción y la dispersión de la radiación electromagnética emitida por objetos astronómicos. Estos fenómenos son debidos a la existencia de materia, principalmente gas y polvo, entre el objeto emisor y el observador. El concepto de extinción interestelar se atribuye generalmente a Robert Julius Trumpler, aunque sus efectos fueron identificados por primera vez en 1847 por Friedrich Georg Wilhelm von Struve. En el caso de observadores en la Tierra, los efectos de la extinción provienen tanto del medio interestelar como de la atmósfera terrestre. Asimismo, puede haber extinción debida al polvo circunestelar alrededor del objeto observado (por ejemplo, en discos de acrecimiento alrededor de estrellas). La acentuada extinción atmosférica en ciertas longitudes de onda (por ejemplo, rayos X, ultravioleta e infrarrojo) requiere el uso de observatorios espaciales. Debido a que, en longitudes de onda visibles, la luz azul es atenuada con mayor intensidad que la luz roja, los objetos se observan más enrojecidos de lo esperado, por lo cual, la extinción estelar es llamada muchas veces «enrojecimiento interestelar».

## Características generales
Hablando de forma general, la extinción interestelar varía con la longitud de onda, de tal forma que, mientras menor es esta última, mayor será la extinción. Existen características de la absorción adicionales a esta tendencia general. Estas tienen orígenes diversos y pueden dar indicios acerca de la composición del polvo que genera la absorción. Entre las características de absorción que se conocen están la protuberancia a 2175 Å, las bandas interestelares difusas, absorciones de hielo a 3.1 μm y absorciones de silicatos a 10 y 18 μm.
Usualmente, la tasa de extinción interestelar en la banda V del sistema fotométrico de Johnson-Cousin toma valores de 0,7 a 1,0 magnitudes por kilopársec en la vecindad solar.
La forma general de la curva de extinción en la Vía Láctea en la zona ultravioleta del espectro electromagnético está bastante bien caracterizada por el parámetro R(V),
 pero se conocen desviaciones de este parámetro de caracterización.
El parámetro R(V) se puede escribir como
{\displaystyle R(V)={\frac {A(V)}{E(B-V)}}}
donde {\displaystyle A(V)} es la extinción total en la banda visible y {\displaystyle E(B-V)=A(B)-A(V)} es la diferencia entre la extinción en las longitudes de onda azules y la banda visible. Se sabe que R(V) esta correlacionada con el tamaño promedio de los granos de polvo que provocan la extinción. A partir de mediciones en nuestra galaxia, el valor típico de R(V) es 3,1.
A partir de la relación entre la extinción total, {\displaystyle A(V)}, y el número de átomos de hidrógeno, en una columna de 1 cm², {\displaystyle N_{\mathrm {H} }}, se puede obtener la forma en que el gas y el polvo en el medio interestelar están relacionados. Se ha podido determinar la relación
{\displaystyle {\frac {N_{\mathrm {H} }}{A(V)}}\approx 1.8\times 10^{21}~{\mbox{átomos}}~{\mbox{cm}}^{-2}~{\mbox{mag}}^{-1}}
utilizando espectroscopia ultravioleta de estrellas enrojecidas y halos dispersores de rayos X en la Vía Láctea.
La distribución tridimensional de la extinción se ha determinado
en la órbita del Sol en la Vía Láctea utilizando observaciones estelares en cercano infrarrojo y un modelo galáctico. El polvo que da lugar a la extinción se ha observado que yace a lo largo de los brazos espirales de la Vía Láctea, de la misma forma que se observa en otras galaxias espirales.

## Medición de la extinción en dirección a un objeto
Para medir la curva de extinción para una estrella, el espectro de la misma se compara con el espectro observado de una estrella similar de la que se sabe que no está afectada por la extinción (es decir, que no está enrojecida).
También es posible utilizar un espectro teórico en lugar de uno observado para comparar, aunque esta práctica es menos común. En el caso de una nebulosa de emisión, es usual medir la razón de dos líneas de emisión que no son afectadas por la temperatura y la densidad del gas en la nebulosa. Por ejemplo, el cociente de la emisión de las líneas de H-alfa y H-beta siempre se encuentra alrededo de 2,85 bajo un rango de condiciones que prevalecen en las nebulosas. Un cociente diferente de 2,85 debe, por lo tanto, ser producido por la extinción, y la misma puede calcularse a partir de esto.

## El rasgo a 2175 Å
Una característica prominente de las curvas de extinción medida en muchos objetos dentro de la Vía Láctea es una amplia «protuberancia» centrada alrededor de 2175 Å en la región ultravioleta del espectro. Esta característica fue observada por primera vez en la década de 1960, pero su origen aún no está bien entendido. Se han presentado muchos modelos para explicar esta protuberancia, entre los que se incluyen granos de grafito con una mezcla de moléculas de hidrocarburos aromáticos policíclicos. Las investigaciones que han estudiado granos dentro de partículas de polvo interplanetario han observado esta característica y han identificado al portador como carbono orgánico y silicatos amorfos presentes en los granos.

## Curvas de extinción en otras galaxias

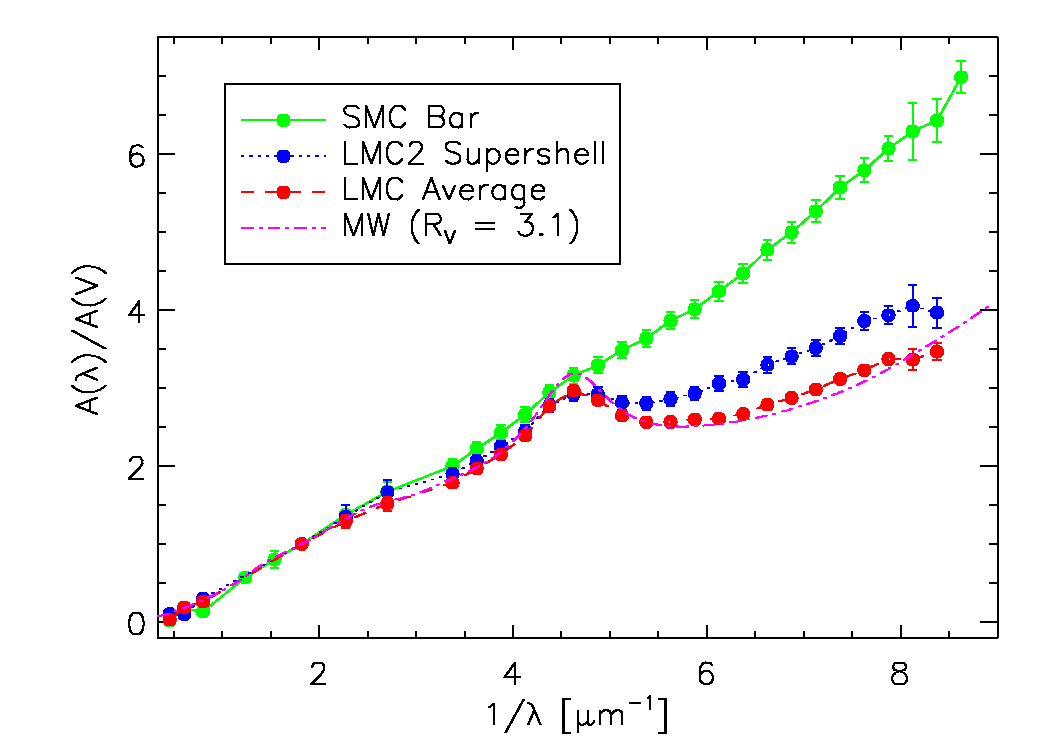
En este gráfico se muestran las curvas de extinción promedio para la Vía Láctea (MW), la Gran Nube de Magallanes (LMC) y la Pequeña Nube de Magallanes (SMC). Las curvas se grafican contra 1/longitud de onda para enfatizar el ultravioleta.

La forma de la curva de extinción estándar depende de la composición del medio interestelar, la cual varía en cada galaxia. En el Grupo Local, las curvas de extinción que mejor se han determinado son las de la Vía Láctea, la Pequeña Nube de Magallanes y la Gran Nube de Magallanes. En la Gran Nube hay una variación significativa de las características de la extinción en el ultravioleta con una débil protuberancia a 2175 Å y una extinción mayor en el lejano ultravioleta en la región asociada a la región con brotes de formación estelar cerca de 30 Doradus que la que se observa en cualquier otra parte de la Nube y en la Vía Láctea.
En la Pequeña Nube se observa una variación más extrema sin protuberancia a 2175 Å y una fuerte extinción en el lejano ultravioleta en la zona de formación estelar central. Se observa también una extinción normal en las regiones más alejadas de esta zona.  Esto da indicios de la composición del medio interestelar en varias galaxias. Previamente se pensaba que las curvas de extinción en la Vía Láctea y en la Pequeña y Gran Nube de Magallanes eran resultado de las diferentes metalicidades de las tres galaxias. La metalicidad de la Gran Nube es aproximadamente 40% la metalicidad de la Vía Láctea, mientras que en la Pequeña Nube esta misma es de cerca de 10%. El haber encontrado que las curvas de extinción de las Nubes de Magallanes son similares a las de la Vía Láctea
 y en la región de formación estelar de la Pequeña Nube ha dado lugar a una nueva interpretación. Las variaciones en las curvas vistas en las Nubes y nuestra galaxia pueden ser debidas al procesamiento del polvo por la formación estelar cercana. Esta interpretación es apoyada por trabajos en galaxias con brotes de formación estelar donde el polvo carece de la prominencia a 2175 Å.

## Extinción atmosférica
La extinción atmosférica depende del lugar de observación y la altitud. Los observatorios astronómicos generalmente caracterizan la extinción local de forma muy precisa. Esto permite que las observaciones sean corregidas. Sin embargo, la atmósfera es completamente opaca a muchas longitudes de onda, lo que requiere el uso de satélites artificiales para hacer observaciones.
La extinción atmosférica tiene tres componentes principales: la dispersión de Rayleigh debida a las moléculas del aire, la dispersión por partículas en aerosoles y la absorción molecular. Esta última a menudo se conoce como «absorción telúrica», dado que es causada por la Tierra. Las fuentes más importantes de absorción telúrica son el oxígeno molecular, el ozono y el agua. El ozono absorbe fuertemente en el cercano ultravioleta y la última en el infrarrojo.
El valor de la extinción atmosférica depende de la altura del objeto en el cielo, siendo menor en el cenit y es mayor cerca del horizonte. Se calcula multiplicando la curva de extinción atmosférica típica por la masa de aire media calculada durante la observación.